# リース事業協会
公益社団法人リース事業協会（りーすじぎょうきょうかい、英語名：JAPAN LEASING ASSOCIATION）は、リース事業を営む企業による業界団体であり、日本国内で活動しているリース業を営む正会員及びそのリース事業の協力者である賛助会員によって組織する公益法人である。

## 概要
1969年に設立されたリース事業懇談会が前身であり、その後1971年に社団法人リース事業協会となったリース業界の業界団体。
2013年に公益社団法人に移行。
2025年5月現在で、一般社団法上の社員となる正会員（総会の議決権を有する）は79社、賛助会員は149社となり合計228社が会員となっている。役員は理事27名、監事2名。2025年5月現在の代表理事となる会長は久井大樹（三菱HCキャピタル社長）。

## 活動内容
活動内容は以下のとおり。
1. 調査研究事業
  - 統計調査（リース統計調査、自動車リース保有台数統計調査）
  - リース関連法制調査
  - リース会計・税制調査（IFRSのリース会計変更に関する動向調査、リース税制調査）
  - 環境・省資源（リース業界の環境への取り組み）
  - 自動車リースに関する研究
  - 海外のリース制度研究（ロシア・アジア・オセアニア）
2. 広報事業
  - 研究資料、刊行物の発行（月刊リース、リース・ハンドブック、リース会計税制規則集、リース会計税制パンフレット、リース有効活用パンフレット、等）
  - 広告
3. 研修事業
  - リース実務研修
4. 相談事業
  - リースに関する相談受付、対応

## 参考資料
- リース事業協会『平成21年度事業報告書』
- リース事業協会『社団法人リース事業協会定款』
- リース事業協会ホームページ https://www.leasing.or.jp/